# Биологическая номенклатура
Биномина́льная, или бина́рная, или биномиа́льная номенклату́ра — принятый в биологической систематике способ обозначения видов при помощи двухсловного названия (биномена) на латыни, состоящего из сочетания двух названий (имён): имени рода и имени вида (согласно терминологии, принятой в зоологической номенклатуре) или имени рода и видового эпитета (согласно ботанической терминологии).

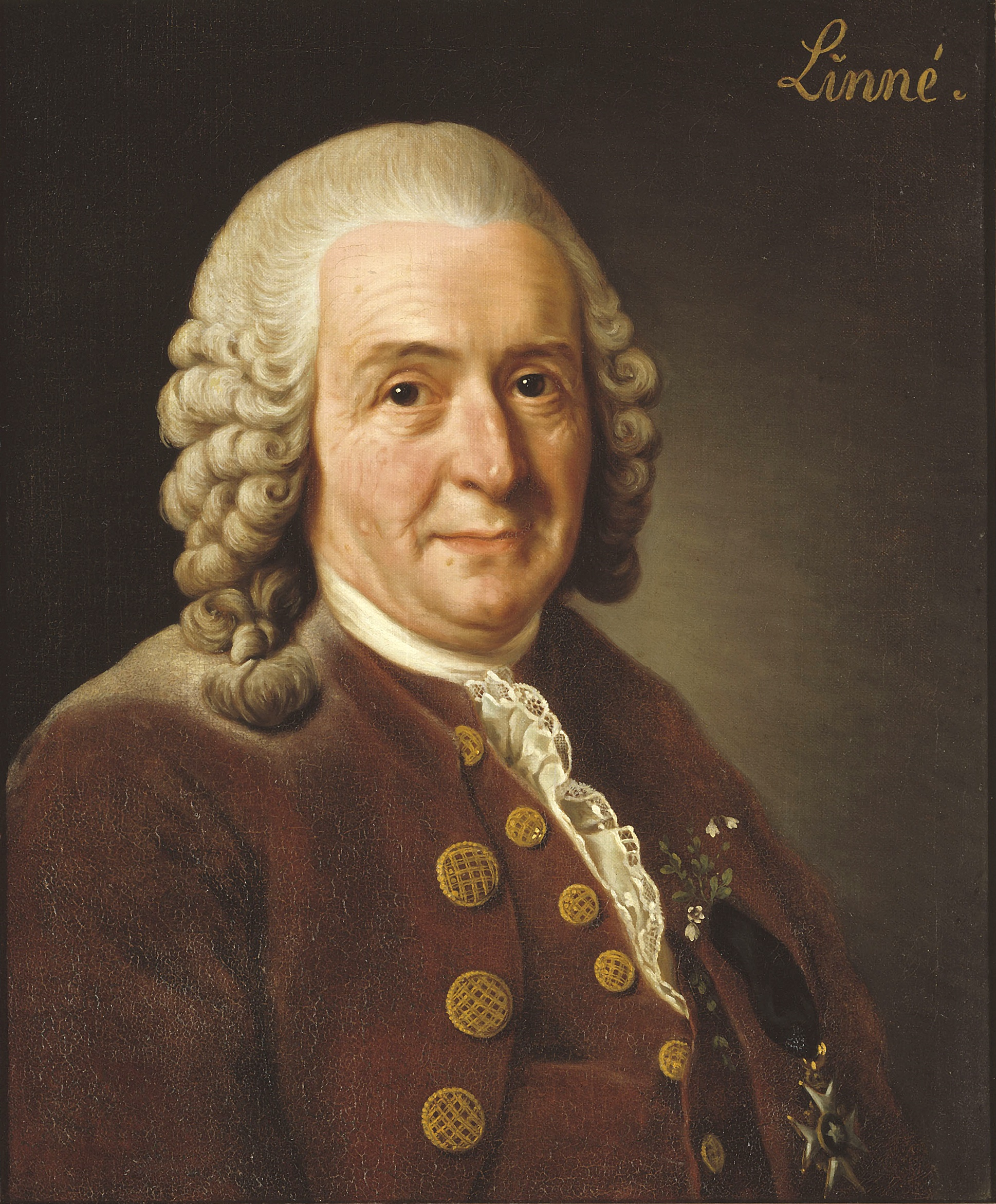
Карл Линней (1707—1778), внедривший биноминальную номенклатуру в активное употребление и установивший чёткое соподчинение между систематическими (таксономическими) категориями

Имя рода всегда пишется с большой буквы, имя вида (видовой эпитет) — всегда с маленькой (даже если происходит от имени собственного). В тексте биномен, как правило, пишется курсивом. Имя вида (видовой эпитет) не следует приводить отдельно от имени рода, поскольку без имени рода оно лишено смысла. В некоторых случаях допускается сокращение имени рода до одной буквы или стандартного сокращения.
По установившейся в России традиции, в зоологической литературе получило распространение словосочетание биномиальная номенклатура (от англ. binomial), а в ботанической — бинарная, или биноминальная номенклатура (от лат. binominalis).

## Примеры
Например, в научных названиях Papilio machaon Linnaeus, 1758 (махаона) и Rosa canina L., 1753 (шиповника), первое слово — имя рода, к которому принадлежат эти виды, а второе слово — имя вида или видовой эпитет. После биномена нередко помещают сокращённую ссылку на работу, в которой данный вид был впервые описан в научной литературе и снабжён названием, данным согласно определённым правилам. В нашем случае это ссылки на работы Карла Линнея: десятое издание Systema naturae (1758) и Species plantarum (1753), при этом можно обратить внимание на то, что в зоологии и ботанике иногда применяются различные обозначения для одного и того же учёного.
Примеры сокращённых названий (обычно применяются по умолчанию для широко известных лабораторных организмов или при перечислении видов одного рода): E. coli (кишечная палочка, Escherichia coli T. Escherich, 1885), S. cerevisiae (пекарские дрожжи, Saccharomyces cerevisiae Meyen ex E.C. Hansen). Некоторые из таких сокращенных названий проникли в популярную культуру, например T. rex (ти-рекс от Tyrannosaurus rex Osborn, 1905, тираннозавр).

## Возникновение биномиальной номенклатуры

### Полиномиальные названия
Биномиальная номенклатура в том виде, в котором она применяется в наше время, сложилась во второй половине XVIII — начале XIX вв. До этого использовались довольно длинные многословные (полиномиальные) названия. Названия могут быть описательными, но не обязательно. Существует множество названий, данных в честь известных исторических личностей.
Первые полиномиалы складывались стихийно в ходе составления травников XVI века. Авторы этих сочинений, «отцы ботаники» Отто Брунфельс, Иеронимус Трагус и Леонхарт Фукс, сопоставляя растения Германии с растениями, описанными античными авторами (преимущественно, Диоскоридом), образовывали новые названия путём добавления эпитетов к названиям древних, которые были, как и большинство народных названий, исходно однословны. По мере увеличения числа известных видов растений полиномиалы росли, доходя порой до полутора десятков слов.
Так, к примеру, один из мхов назывался Muscus capillaceus aphyllos capitulo crasso bivalvi, то есть Мох в виде волоса, безлистный, с утолщённой двустворчатой головкой. Такое название говорило о виде больше, чем его нынешнее наименование — Буксбаумия безлистная (Buxbaumia aphylla): в нём содержались все основные определительные признаки вида.
Но пользоваться подобными названиями при составлении, скажем, списка растений данной местности было очень трудно. Кроме того, полиномиалы порождали неудержимое стремление к дроблению существующих видов на мелкие и мельчайшие новые виды, поскольку многословное «видовое отличие» включало множество изменчивых, но маловажных признаков растений и животных. Число же известных видов увеличивалось лавинообразно. Некоторые из полиномиалов состояли всего из двух слов, но сходство с биномиальной номенклатурой было лишь поверхностным. Это было связано с тем, что концепция рангов систематических категорий и представления о необходимой связи между процедурами классификации и именования получили распространение только в конце XVII столетия.

### Ранние концепции рода и вида
Первая биологическая концепция вида была дана английским натуралистом Джоном Рэем (1686); она была изложена в его работе Historia plantarum generalis. Однако названия видов в системе Рэя не зависели от их положения в классификации, причём весьма несходные между собой растения могли иметь названия, начинающиеся с одного и того же слова. Так, Рэй относил Malus persica (персик) и Malus aurantium (померанец, или горький апельсин) к разным группам (сливоносных и яблоконосных деревьев соответственно), но не менял устоявшихся названий, начинавшихся с Malus (яблоко).
Лишь в работах Августуса Бахмана (Ривинуса) (1690) и Жозефа Питтона де Турнефора (1694) была введена система соподчинённых категорий; наиболее детальной была система рангов Питтона де Турнефора: класс — секция — род — вид. В частности, в работах Ривинуса и Турнефора были чётко разграничены категории рода и вида и впервые применён принцип «один род — одно название». Согласно этому принципу, названия всех растений, относимых к одному роду, должны были начинаться с одного и того же слова или устойчивого словосочетания — имени рода; имена видов следовало образовывать путём добавления к имени рода более или менее многословных видовых отличий — так называемых differenitae specificae. Поскольку differenita specifica имела диагностическое значение, в ней не было надобности, если род не подразделялся на виды. Название в таких случаях состояло только из имени рода без добавления видового отличия.

### Карл Линней: возникновениеnomina trivialia
Если не знаешь названий, теряется и познание вещей.
Карл Линней
Преобразование номенклатуры было одним из важнейших предложений Карла Линнея. Линней полагал, что необходимо сделать имена родов однословными, избавившись от устойчивых словосочетаний вроде Bursa pastoris (пастушья сумка) или Dens leonis (Leontodon, кульбаба), а составление многословных видовых отличий («дифференций», лат. differentiae specificae) — подчинить строгим правилам. Согласно взглядам Линнея, в видовых отличиях не следует использовать ничего, что нельзя было бы увидеть на самом растении (место произрастания, имя ботаника, впервые нашедшего его, сопоставления с другими растениями). Они должны касаться только строения растений, описанного при помощи стандартизованной терминологии (её подробному изложению посвящена значительная часть сочинения «Философия ботаники»). Длина видового отличия не должна была, по подсчётам Линнея, превышать двенадцати слов (шести существительных для основных частей растения и шести прилагательных, их характеризующих). В некоторых случаях видовое отличие могло состоять и из одного прилагательного, если оно характеризовало всё растение в целом.

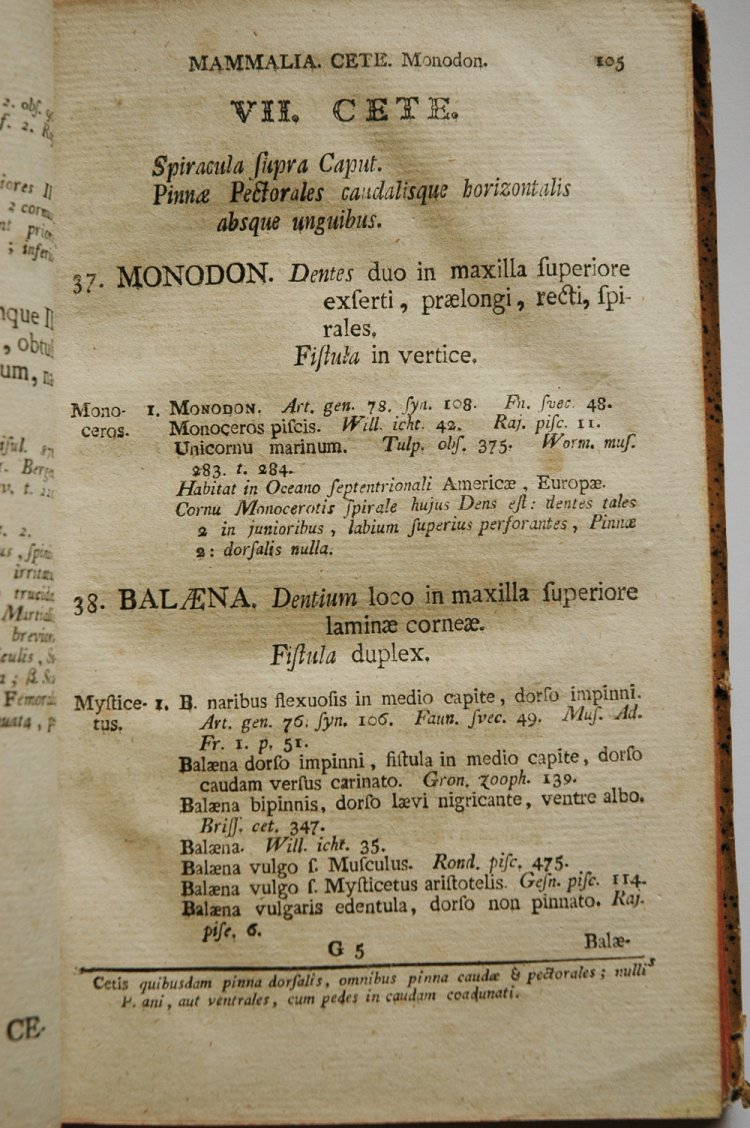
Стр. 105 Systema Naturae Карла Линнея издания 1767 г. Обратите внимание на nomina trivialia (Monoceros и Mysticetus), помещённые слева от описания видов китов, отсутствие differentia specifica у нарвала (единственного вида рода Monodon) и её наличие у гренландского кита — первого из видов рода Balaena: Balaena naribus flexuosis in medio capite, dorso impinni

Использование многословных названий на практике было связано с определёнными трудностями. Во-первых, они были длинными, во-вторых, они были подвержены изменениям: при добавлении в род новых видов их следовало пересматривать, чтобы они могли сохранять свои диагностические функции. В связи с этим в отчётах о путешествиях и «экономических» исследованиях о хозяйственном применении растений и животных Линней и его ученики использовали сокращённые наименования. Сначала такие сокращённые наименования состояли из имени рода и номера вида, согласно сочинениям Линнея Flora suecica или Fauna suecica. С середины 1740-х годов они начали экспериментировать с использованием так называемых тривиальных названий (лат. nomina trivialia). Впервые они появились в указателе к описанию путешествия на Эланд и Готланд (1745) и затем в Pan Svecicus (каталог растений Швеции с указанием того, какие виды домашнего скота ими питаются) (1749).
Nomen triviale обычно было одним словом или устойчивым словосочетанием, иногда — древним названием растения, отвергнутым Линнеем по каким-либо причинам (как в случае Capsella bursa-pastoris, где Bursa pastoris, на деле, — отвергнутое двусловное родовое название), иногда — чем-то совершенно неподходящим в качестве подлинной differentia, как цвет, запах, страна происхождения или сходное растение (как в случае Quercus ilex). Изобретение и применение nomina trivialia было ограничено только двумя правилами: они не должны были повторяться в пределах рода и изменяться после добавления в род новых видов. Впервые Линней последовательно применил nomina trivialia ко всем видам растений в Species Plantarum (1753), а в десятом издании Systema Naturae (1758) — ко всем видам животных и минералов. В отличие от differentiae, nomina trivialia были даны растениям и животным и в тех родах, которые содержали только один вид.
В работах Линнея и его ближайших последователей nomina trivialia располагались на полях страницы. Обычай помещать nomen triviale непосредственно за именем рода, как это делается в настоящее время, сложился только к концу XVIII — началу XIX вв.

### Первые номенклатурные кодексы
Практика применения биноменов была закреплена первыми номенклатурными кодексами, появившимися в 1840—1860-х гг. Необходимость разработки кодексов, регулирующих образование новых названий и применение старых, была связана с нараставшим номенклатурным хаосом. При увеличении числа авторов, недостаточной интенсивности научной коммуникации и ослаблении дисциплинирующего влияния устаревших сочинений Линнея, не соответствовавших номенклатурным практикам того времени, количество новых названий начало нарастать лавинообразно.
Первые номенклатурные правила были разработаны в Англии и приняты на заседании Британской ассоциацией содействия науке (BAAS) в 1842 году. Наиболее деятельное участие в их разработке принял Хьюго Теодор Стриклэнд, английский натуралист, геолог и орнитолог. В ботанике попытку кодификации правил предпринял Альфонс Декандоль, опубликовавший в 1867 г. «Законы ботанической номенклатуры». Позже, в начале XX века, на их основе были разработаны международные кодексы зоологической и ботанической номенклатуры (а во второй половине XX века специальные кодексы номенклатуры бактерий и вирусов). Во всех этих кодексах научным названием вида считается биномиальное название, состоящее из имени рода и того, что было изобретено Линнеем и его учениками как nomen triviale.

## Терминология
- Валидное название (лат. nomen validum) — правильное, действительное название таксона, то есть осуществлённое с соблюдением правил Кодексов биологической номенклатуры.
- Законное действительное название (лат. nomen legitimum) — единственное для каждого таксона приемлемое название, действительно обнародованное в полном соответствии с правилами МКБН[11].
- Название восстанавливаемое (лат. nomen restituendum) — забытое или ранее по какой-либо причине отвергнутое название таксона, оказавшееся законным при дальнейшем изучении вопроса, поэтому рекомендуемое для использования.
- Название народное, местное (лат. nomen vernaculum) — название таксона на любом национальном языке (не на латинском).
- Название научное (лат. nomen scientificum) — название таксона на латинском языке, образованное в соответствии с правилами МКБН. В обиходе научными названиями иногда считаются и названия таксонов на национальном языке, если ботаническая номенклатура на этом языке достаточно разработана и стабилизирована, то есть каждому таксону соответствует только одно закрёпленное за ним название.
- Название отвергаемое (лат. nomen rejiciendum) — неприемлемое по каким-либо причинам название таксона. Если отвергаемое название было опубликовано, оно становится синонимом.
- Название, предложенное для сохранения (лат. nomen ad conservandum propositum) — неприоритетное название, предлагаемое для включения в список консервируемых, но ещё не утверждённое Международным ботаническим конгрессом.
- Незаконное название (лат. nomen illegitimum), недействительное (невалидное) название (лат. nomen invalidum) — название таксона, образованное с нарушением правил МКБН, противоречащее одной или нескольким статьям МКБН, поэтому отвергаемое.
- Неопубликованное название (лат. nomen ineditum) — новое название таксона в рукописи, на гербарной этикетке и т. п. Иногда такие названия публикуются с пометкой nom. ined., но если при этом они не сопровождаются описанием таксона, его диагнозом, ссылками на них, то название становится голым и, естественно, недействительным.
- Новая комбинация (лат. combinatio nova) — новое название, образованное при перенесении таксона в другой того же ранга или при изменении его ранга.
- Новое название (лат. nomen novum) — название таксона, предлагаемое взамен существовавшего, если последнее по какой-то причине отвергается.
- Приоритетное название (лат. nomen prius) — название, опубликованное для данного таксона раньше другого (других).
- Протолог — всё, что связано с названием таксона при его действительном обнародовании, включая диагноз, рисунки, ссылки, синонимы, географические данные о происхождении образцов, комментарии[12].
- Эпитет (лат. epitheton) — в ботанике — любое слово (или слова) в названии таксонов рангом ниже рода, следующие за родовым названием[11].